# Kolla ismene
Kolla ismene är en insektsart som först beskrevs av Rauno E. Linnavuori 1969.  Kolla ismene ingår i släktet Kolla och familjen dvärgstritar. Inga underarter finns listade i Catalogue of Life.